# Ignacio Rengifo
Ignacio Rengifo Borrero (Cali, 1876-Cali, 1937) fue un abogado y político colombiano, miembro del Partido Conservador Colombiano. 
Rengifo ejerció como gobernador del Valle del Cauca de 1918 a 1922, y luego como ministro de guerra de 1926 a 1929.

## Biografía

### Gobierno del Valle del Cauca (1918-1922)
En el campo de la salud se da una fuerte lucha contra la epidemia de gripe que diezmó la población del Valle del Cauca. Se realizó el censo poblacional en 1918 que arrojó la cifra de 247 847 habitantes en el departamento. De gran importancia fue la iniciación del muelle de Buenaventura, fundamental para el posterior desarrollo del departamento. 
Se dan las construcciones de las carreteras Florida-Bugalagrande y la vía desde Cartago hacia el sur. Igualmente, se inician las carreteras Zarzal-Roldanillo, y los caminos que comunicaban Sevilla con el valle del río Cauca y Buga con Yotoco. En cuanto a la educación pública, se da la construcción de escuelas en Cali, Buga, Tuluá, Roldanillo y Buenaventura.
En la segunda mitad de su mandato se crea al municipio de Alcalá y un impulso notorio en el cultivo del tabaco. Se inicia el servicio de luz eléctrica en Buenaventura. Se da la construcción de la vía Bugalagrande-Zarzal y la terminación del manicomio. Se dan campanas de salud contra la disentería y la difteria. Se da la inauguración del muelle de Buenaventura.

### Ministro de Guerra de Colombia (1926-1929)
Cuando se perpetró la masacre de las Bananeras en 1928, Rengifo se desempeñaba como ministro de Guerra del presidente Miguel Abadía Méndez. Desde ese ministerio, Rengifo desinó al General Carlos Cortés Vargas como jefe civil y militar de la zona.
El 8 de junio de 1929 un pelotón de soldados, encargados de la seguridad de la puerta trasera del Palacio Presidencial, disparó contra un grupo de manifestantes. En estos hechos resultó muerto Gonzalo Bravo Páez. Entonces Abadía destituyó a Cortés Vargas, Director de la Policía; a José Arturo Hernández, Ministro de Obras; a Ruperto Melo, gobernador de Cundinamarca; y Rengifo. En los días siguientes circuló una versión según la cual Rengifo estaba “dispuesto a amarrar a Abadía Méndez para tomarse el poder”.

## Familia

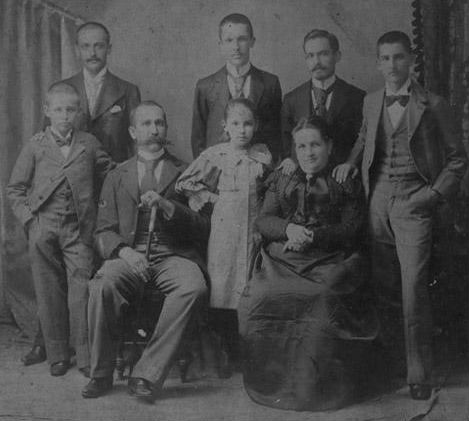
Familia Rengifo. Ignacio es el tercero de atrás, de izquierda a derecha.

Ignacio Rengifo nació en el seno de las familias Rengifo y Borrero, poderosos clanes familiares de la región del Cauca y Huila, ligados al Partido Conservador y al comercio de la caña de azúcar, como casi todos los clanes de esta región.
Era hijo de Ricardo Rengifo Martínez y de Herminia Borrero Iragorri, siendo sus hermanos Gonzalo, Ricardo, Pío y Mercedes Rengido Borrero.
Su madre era sobrina del prócer de la independencia Eusebio Borrero Costa, quien no dejó descendencia. No obstante, era prima de María Mercedes Cabal (hija del exalcalde Víctor Cabal Molina), quien se convirtió en esposa del expresidente Manuel María Mallarino.

### Matrimonio
Ignacio contrajo matrimonio con Rosa Amalia Garcés Borrero, parienta suya, con quien tuvo doce hijosː Lucía, Enriqueta, Ignacio, Herminia, Clemencia, Francisco, Rosa, Lía, Josefina, Inés y Ricardo Rengifo Garcés. La mitad de sus hijos tuvieron descendencia, y la otra mitad abrazó la vida contemplativa católica.
Su esposa era hermana del médico, agricultor, científico y empresario Jorge Garcés Borrero, fundador de la empresa JGB.